# Antonia la Jeune
Pour les articles homonymes, voir Antonia.
Antonia la Jeune (en latin Antonia Minor, 31 janvier 36 av. J.-C. – 1er mai 37) est la fille cadette de Marc Antoine et d'Octavie la Jeune (sœur d'Octave, le futur empereur Auguste). Antonia est une des femmes romaines les plus éminentes. Elle est renommée pour sa beauté et sa vertu.

## Filiation
Antonia la jeune est ainsi appelée par opposition à sa sœur aînée Antonia l'Aînée (Antonia Major). Tacite, dans ses Annales, confond les deux sœurs, la jeune étant de loin la plus connue. 
L'identification est encore plus complexe car du second mariage de Marc Antoine avec Antonia Hybrida Minor, fille de Caius Antonius Hybrida, était née une première fille, Antonia de Trallès (dite aussi « Antonia Evergète »), la mère de Pythodoris de Trallès, souveraine du royaume du Pont. Dans ce cas, Antonia Minor serait en fait la troisième Antonia (« Antonia Tertia »).
Antonia la Jeune est la nièce de l’empereur Auguste, la belle-sœur de l’empereur Tibère, la grand-mère paternelle de l’empereur Caligula et de l’impératrice Agrippine la Jeune, la mère de l’empereur Claude et l'arrière-grand-mère maternelle et grand-tante paternelle de l’empereur Néron. Elle était en plus la grand-tante maternelle de l’impératrice Messaline et de Faustus Cornelius Sulla Felix et grand-mère paternelle de Claudia Antonia, Claudia Octavia et de Britannicus.

## Naissance et jeunesse
Elle est née à Athènes et, après 36, est amenée à Rome par sa mère avec ses frères et sœurs. Antonia ne connaîtra pas son père qui divorce de sa mère en 32 av. J.-C. et se suicide en 30 av. J.-C. Elle est élevée par sa mère, son oncle et sa tante, Livie. Par héritage, elle possède des propriétés en Italie, Grèce et Égypte. C'est une femme riche et influente qui reçoit souvent. Antonia a de nombreux amis masculins, dont le riche juif Alexandre l’Alabarch et Lucius Vitellius, consul et père du futur empereur Vitellius.

## Mariage avec Drusus

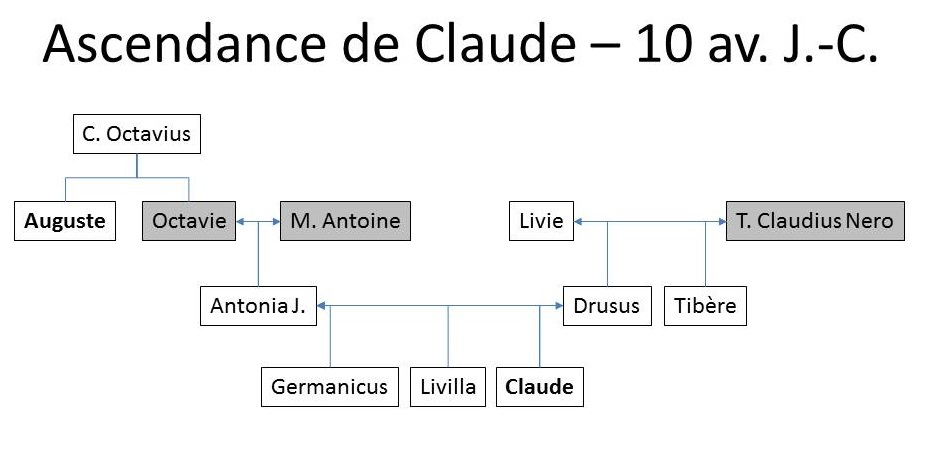
Famille de Drusus et Antonia en 10 ap. J.-C.. En grisé, parents décédés à cette date.

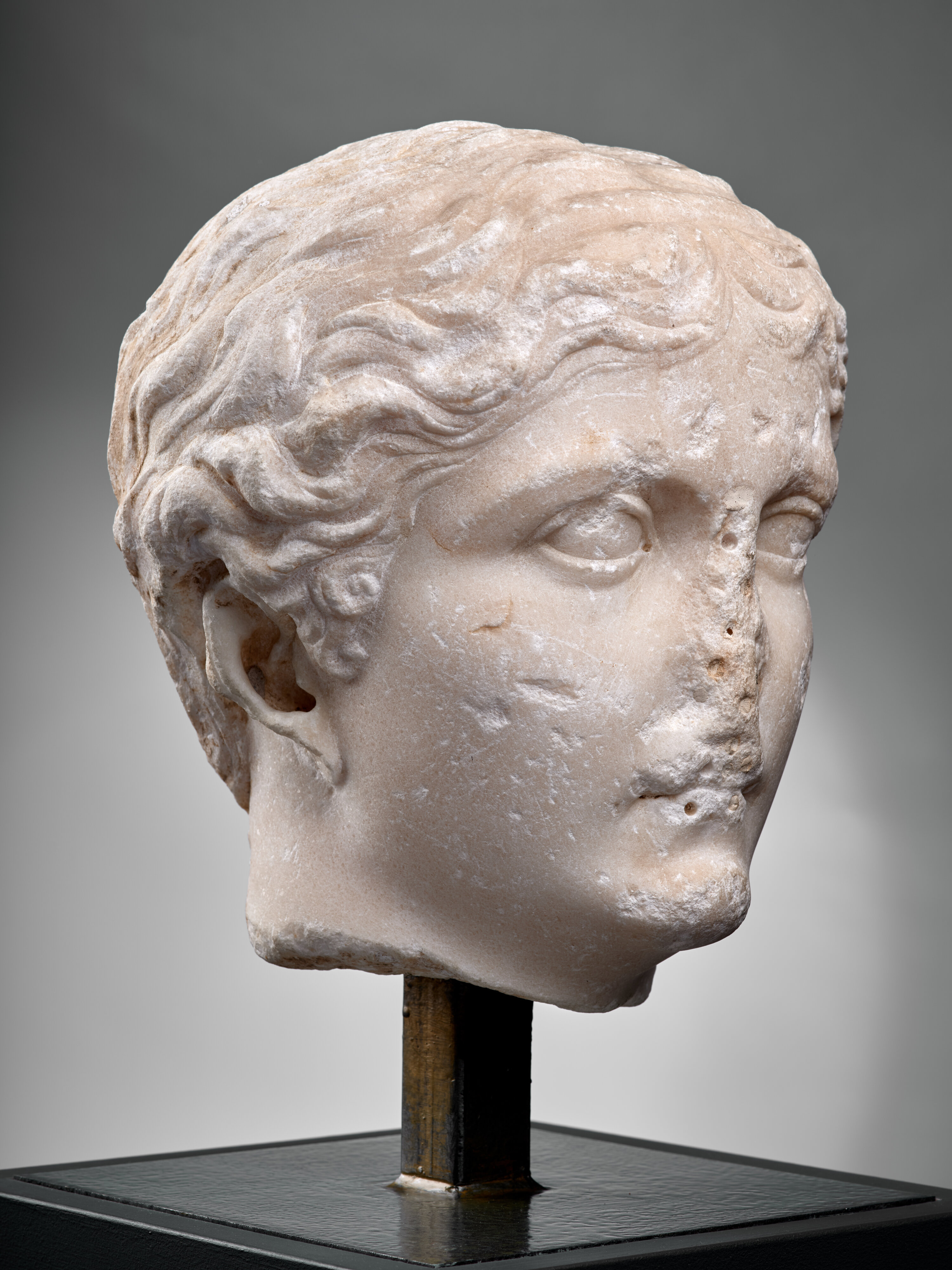
Tête d'Antonia découverte sur le site de la villa romaine de Chiragan, conservée au musée Saint-Raymond de Toulouse.

En 16 av. J.-C., elle épouse le général romain et consul Nero Claudius Drusus. Drusus est le beau-fils de son oncle Auguste, le second fils de Livie et frère du futur empereur Tibère. Ils ont plusieurs enfants, dont seulement trois survivent : le fameux général Germanicus, Livilla et Claude, le futur empereur. Drusus meurt en 9 av. J.-C. en Germanie à la suite de l'aggravation de blessures qu’il s’est faites en tombant de cheval. Après sa mort, bien que pressée par son oncle, elle ne se remaria pas.
Antonia élève ses enfants à Rome. Tibère adopte Germanicus en 4 ap. J.-C.. Germanicus meurt en 19. Sur les ordres de Tibère et de Livie, elle ne peut assister à ses funérailles. Quand Livie meurt en juin 29, Antonia prend soin de Caligula, Agrippine la Jeune, Julia Drusilla et plus tard de Claudia Antonia, la fille de Claude, la plus jeune de ses petits-enfants.

## Les enfants d’Antonia

### Germanicus
Germanicus est très populaire dans la population de Rome qui célèbre avec enthousiasme ses victoires. Il est également un favori d’Auguste, qui le considère un temps comme héritier de l’empire. Il est marié avec Agrippine l'Aînée, fille de Julia (la propre fille d’Auguste) et de Marcus Vipsanius Agrippa. Il a neuf enfants avec Agrippine, dont seulement six atteignent l’âge adulte. En 4, Auguste se décide en faveur de Tibère qui est cependant obligé d’adopter Germanicus comme fils et héritier. Après la mort d’Auguste, le sénat nomme Germanicus comme commandant des légions en Germanie. Tibère est proclamé empereur mais il est peu populaire et les légions se soulèvent et proclament Germanicus empereur. Germanicus refuse et meurt à Antioche en Syrie. Sa mort est entourée de spéculations et certaines sources avancent qu’il aurait été empoisonné par Gnaeus Calpurnius Piso, gouverneur de Syrie, sur les ordres de Tibère.

### Livilla
En 31 ap. J.-C., Antonia dénonce un complot ourdi par sa fille Livilla et le préfet du prétoire Séjan, complot qui a pour but d’assassiner l’empereur Tibère et Caligula et de s’emparer du trône. Livilla a empoisonné son mari Julius Caesar Drusus (aussi connu sous le nom de Castor), le fils de Tibère dans le but d’écarter des rivaux. Séjan est exécuté sur les ordres de Tibère et Livilla est livrée à sa mère. Selon Dion Cassius, Antonia emprisonne Livilla dans sa chambre et la laisse mourir de faim.

### Claude
Après la mort de Livilla, Claude est le seul enfant restant d’Antonia. À cause de ses maladies chroniques et de ses handicaps physiques, elle le critique constamment. On disait d’elle qu’elle avait accompli son devoir en élevant Claude mais qu’elle ne l’avait jamais aimé.

## Succession de Caligula et mort

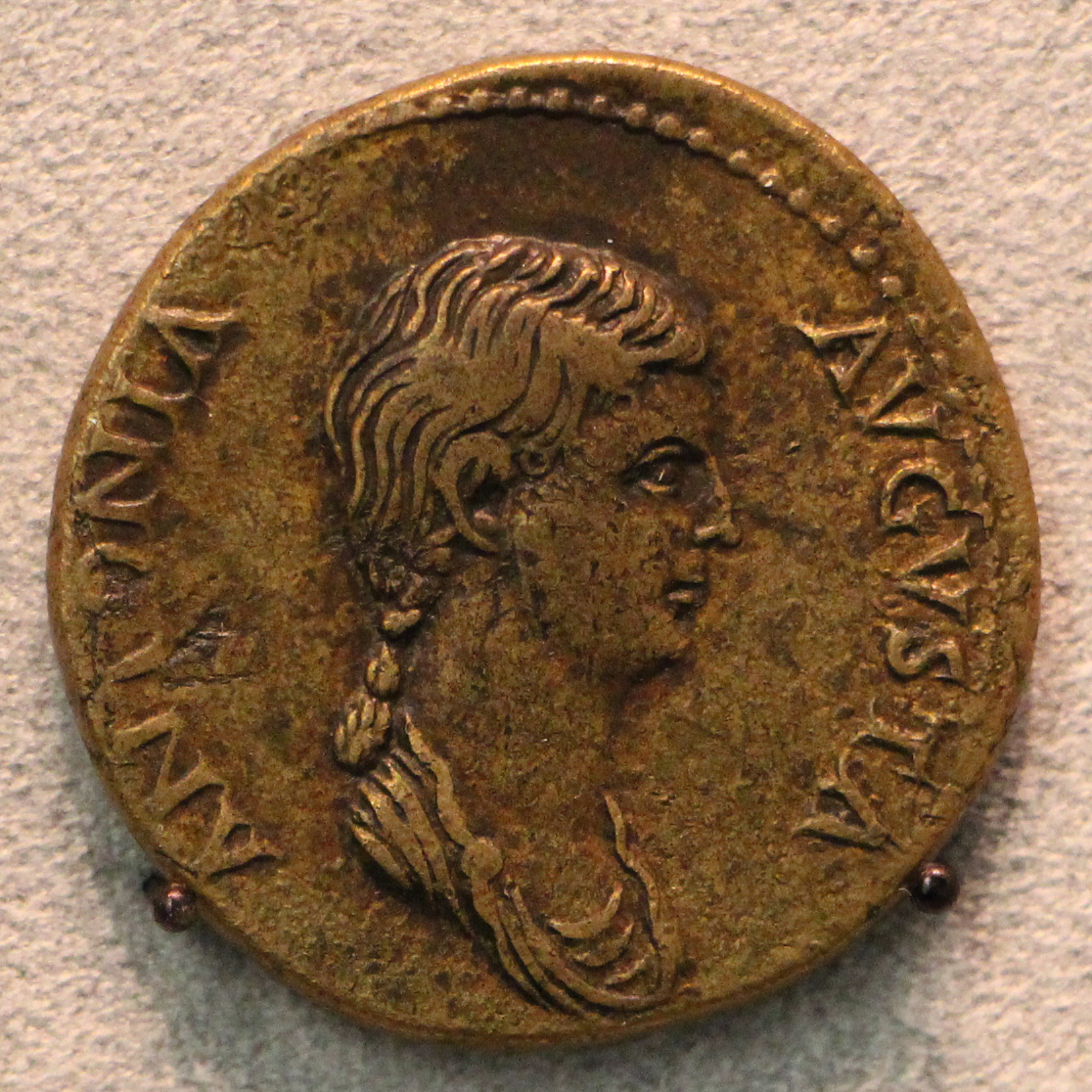
Dupondius frappée sous Claude, Antonia la Jeune ANTONIA AVGVSTA, env. 41-50, RIC Claudius 92.

Quand Tibère meurt, Caligula devient empereur en 37 ap. J.-C.. Caligula lui décerne tous les honneurs que Livie avait reçus durant sa vie. On lui propose également le titre d’Augusta mais elle le refuse.
Six mois après le début de son règne, Caligula tombe malade et ne se rétablit jamais totalement. Sur une remontrance d'Antonia, il lui déclare : « Souvenez-vous que tout m’est permis, et envers tous ! ». On raconte qu’il avait fait décapiter son cousin Gemellus pour écarter un rival. Cet acte avait outragé Antonia, qui était également grand-mère de Gemellus.
Selon Suétone, les affronts et les avanies que lui inflige Caligula auraient provoqué sa mort. Suétone mentionne également des rumeurs d'empoisonnement, et précise que Caligula n'accorda aucun honneur à la défunte.
Lorsque Claude devient empereur en 41 ap. J.-C., il accorde à sa mère le titre d’Augusta et fait frapper des monnaies en son honneur.